# Unione Socialdemocratica di Bosnia ed Erzegovina
L'Unione Socialdemocratica di Bosnia ed Erzegovina (Bosniaco: Socijaldemokratska Unija Bosne i Hercegovine, SDU BiH) è un partito socialdemocratico della Bosnia ed Erzegovina.
Dopo un avvio lento dell'attività politica nei primi anni dopo la sua fondazione nel 2002, la SDU ha avuto una notevole crescita sia in termini di membri sia di importanza sulla scena politica della Bosnia-Erzegovina negli ultimi anni. Il suo anno di maggior successo è stato nel 2012, quando ha vinto un numero record di seggi nelle elezioni locali.
Il leader del partito, Ivo Komsic, è stato eletto sindaco di Sarajevo il 27 marzo 2013.

## Storia
La SDU BIH nasce da una costola del Partito Socialdemocratico di Bosnia ed Erzegovina (SDP BIH) a seguito delle elezioni del 2002. La SDU si fonda sulla preservazione della Bosnia ed Erzegovina come stato democratico sovrano e costituzionale, i cui confini sono inviolabili, la cui vita è etnicamente inseparabile, e la cui prosperità sta nell'integrazione euro-atlantica.
Le principali attività politiche e gli obiettivi dello SDU sono nello sviluppo della democrazia costituzionale, l'affermazione del patriottismo costituzionale e la preservazione delle identità culturali, religiose e nazionali di tutti i cittadini della Bosnia-Erzegovina. Lo SDU sostiene un'idea di identificazione politica più forte con la Bosnia-Erzegovina come una patria per tutti i cittadini del paese, a prescindere dalle identità etniche.
La leadership e i quadri del partito sono composti da eminenti personalità della sfera politica della Bosnia-Erzegovina. I membri dello SDU includono Stjepan Kljuic, Nijaz Durakovic, Ivo Komsic, Miro Lazovic, e Emir Zlatar.